# Seconda battaglia di Agua Prieta
La seconda battaglia di Agua Prieta, il 1º novembre 1915, fu combattuta tra le forze di Pancho Villa e quelle del futuro presidente del Messico, Plutarco Elías Calles, un sostenitore di Venustiano Carranza, ad Agua Prieta, Sonora, durante la rivoluzione messicana. L'attacco di Villa alla città fu respinto da Calles. La battaglia aiutò a stabilire il controllo di Carranza sul Messico e portò direttamente al suo diventare, con il riconoscimento degli Stati Uniti, presidente. Villa credeva che Calles avesse ricevuto supporto tattico e strategico dagli Stati Uniti, essendo la città situata oltre il confine da Douglas, in Arizona e lanciò il suo raid su Columbus, nel Nuovo Messico, in parte come rappresaglia.

## Contesto strategico

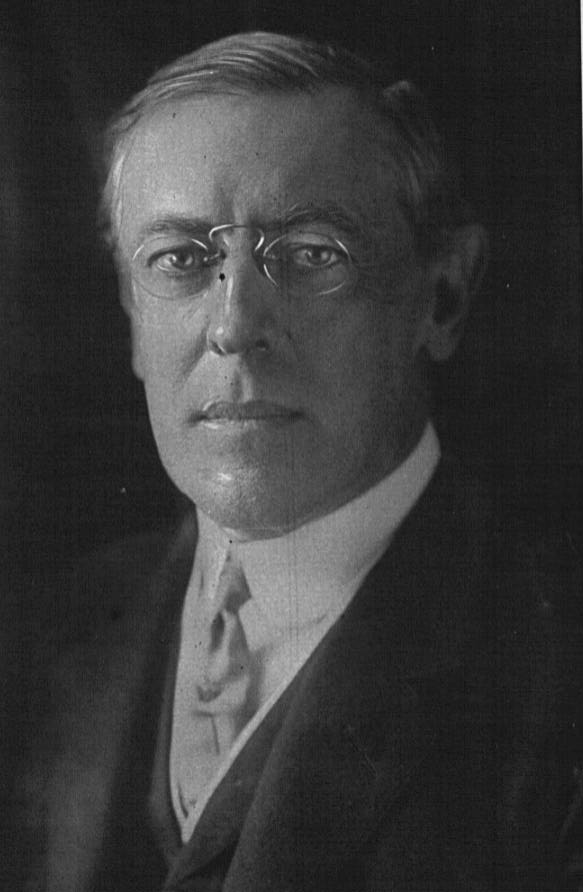
A metà del 1915, l'amministrazione di Woodrow Wilson passò dal sostenere Pancho Villa al supporto del suo avversario, Venustiano Carranza. Villa credeva che l'aiuto fornito dagli Stati Uniti a Carranza ad Agua Prieta fosse il fattore principale nella sua sconfitta.

Dopo la sconfitta del generale Victoriano Huerta, le forze rivoluzionarie si divisero. Emiliano Zapata e Pancho Villa riconciliarono le loro differenze durante la Convenzione di Aguascalientes, e di conseguenza sono stati spesso definiti "Convenzionalisti" (o "Convenzionisti"), ma entrarono in conflitto con i cosiddetti "Costituzionalisti", o "Carranzisti", di Venustiano Carranza, che si considerava il legittimo presidente del Messico e il leader della rivoluzione. Inizialmente Villa e Zapata ebbero successo, occuparono congiuntamente Città del Messico e costrinsero Carranza e i suoi sostenitori a fuggire a Veracruz. La marea, tuttavia, iniziò a cambiare all'inizio del 1915 e culminò nella sconfitta di Villa nella battaglia di Celaya nell'aprile di quell'anno. Di conseguenza, nell'ottobre del 1915 Villa aveva il controllo del solo stato di Chihuahua, che lo lasciò solo la città di Ciudad Juárez come collegamento con gli Stati Uniti attraverso i quali poteva importare illegalmente armi.
Prima della fine del 1915 le relazioni di Villa con gli Stati Uniti erano state piuttosto buone, e un tempo Villa aveva persino considerato il presidente Woodrow Wilson come "una specie di Madero americano, un idealista e amico dei poveri". In effetti, nell'aprile del 1915 Wilson emise una dichiarazione in forma acuta che minacciava l'intervento statunitense in Messico se la guerra civile fosse continuata; ciò costituiva una forma di supporto indiretto per Villa, che si stava riprendendo dalla sua sconfitta a Celaya poiché, sperava, Villa avrebbe potuto porre fine all'avanzata di Carranza.
Di conseguenza, Villa credeva che se fosse riuscito a strappare il controllo del nord da Carranza, gli Stati Uniti lo avrebbero riconosciuto come presidente del Messico. Tuttavia, stava anche esaurendo i soldi necessari per acquistare armi aggiuntive e pagare i suoi soldati demoralizzati. Di conseguenza, a metà del 1915 si rivolse all'espropriazione delle haciendas e delle fabbriche di persone che erano rimaste finora fuori dalla politica, il che significava che i rivoluzionari le avevano precedentemente lasciate sole. Molti di questi erano in parte di proprietà statunitense. Ciò contribuì alla pressione politica negli Stati Uniti affinché Wilson appoggiasse Carranza. Ulteriori fattori che hanno contribuito al cambio di schieramento della politica statunitense sono stati il sostegno a Carranza da parte della Federazione statunitense del lavoro, la preoccupazione per le operazioni di intelligence tedesche in Messico legate alla prima guerra mondiale, il nuovo impegno di Carranza a proteggere le proprietà degli stranieri in Messico e i successi militari dei generali di Carranza. All'insaputa di Villa, che stava attraversando la Sierra Madre Occidentale, nell'ottobre del 1915 gli Stati Uniti riconobbero Carranza come presidente del Messico.
Tuttavia, il supporto statunitense a Carranza andò oltre il riconoscimento politico e la diplomazia. Gli Stati Uniti posero un embargo sulle vendite di armi a Villa. Ancora più importante, il presidente Wilson dette il permesso alle truppe Carranziste di attraversare il territorio statunitense al fine di rafforzare il presidio di Agua Prieta. Circa 3 500 nuove truppe veterane viaggiarono attraverso l'Arizona e il Nuovo Messico e arrivarono in città all'inizio di ottobre, portando il numero totale di difensori a 6 500. Villa era completamente inconsapevole di questo sviluppo; secondo il corrispondente statunitense e amico di Villa John W. Roberts, il generale credeva che la città fosse difesa da soli 1 200 soldati.
Inoltre, preoccupato per i proiettili di artiglieria che cadevano oltre il confine e per la possibilità che i combattimenti si riversassero sul lato statunitense, il generale Frederick Funston fu mandato di stanza con tre reggimenti di fanteria, alcuni di cavalleria e un reggimento di artiglieria nella città transfrontaliera di Douglas, in Arizona. Mentre le truppe statunitensi alla fine non presero parte ai combattimenti, la loro presenza nelle vicinanze avrebbe portato Villa a credere che gli statunitensi fornissero alle forze di Carranza un supporto logistico cruciale, che contribuì al suo crescente anti-americanismo.

## La battaglia

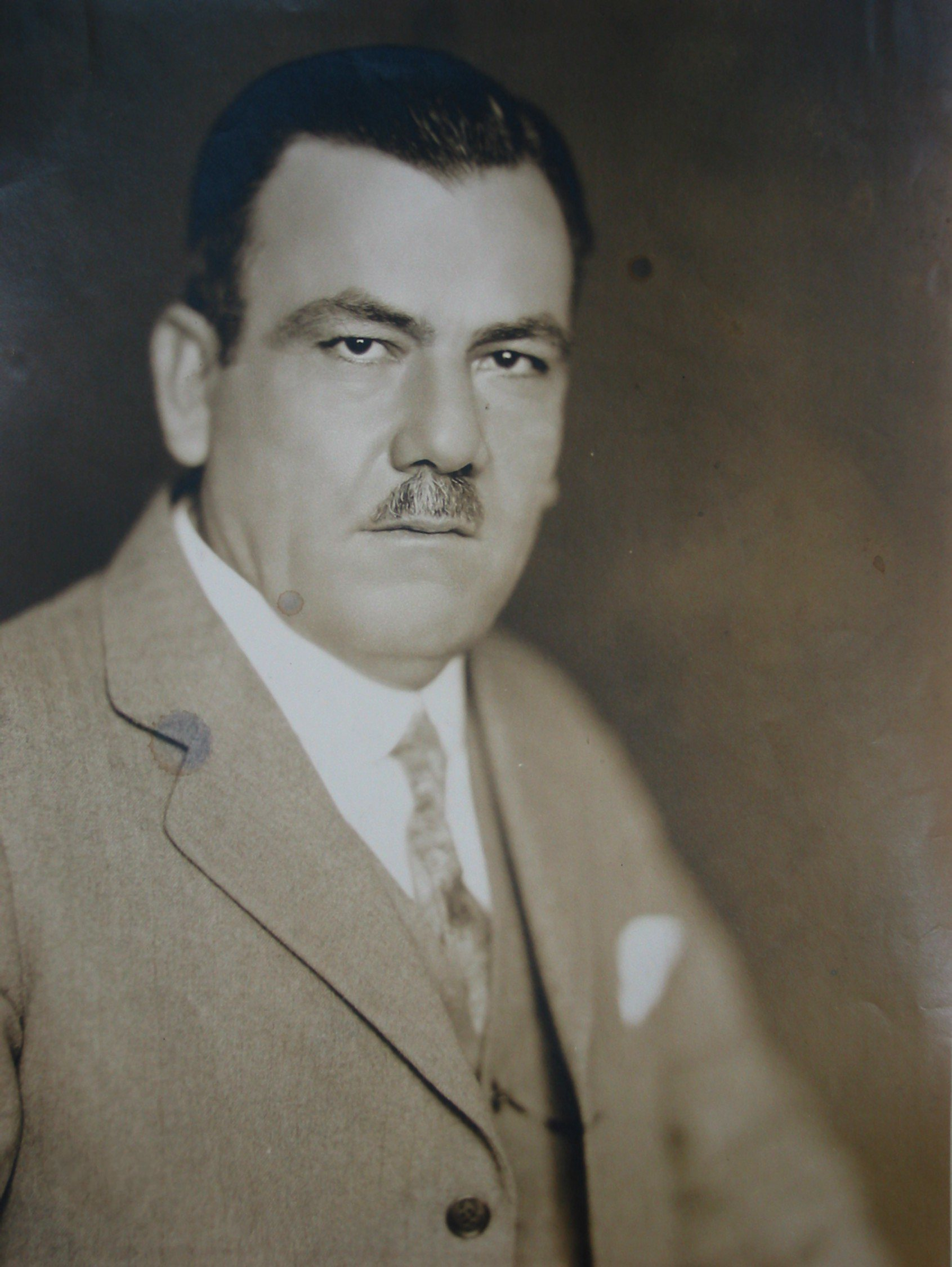
Il generale Plutarco Calles, il vincitore di Agua Prieta

Le truppe di difesa di Agua Prieta erano guidate dal generale Plutarco Calles e molti di loro erano veterani che avevano già sconfitto Villa nella Battaglia di Celaya all'inizio dell'anno. Calles, basandosi sull'esperienza del generale Álvaro Obregón a Celaya, aveva costruito ampie fortificazioni intorno alla città, con trincee profonde, filo spinato e numerosi nidi di mitragliatrici.
Villa arrivò ad Agua Prieta il 30 ottobre, dove, mentre dava un giorno di riposo ai suoi uomini, apprese finalmente che gli Stati Uniti avevano riconosciuto Carranza, ma ancora non sapeva che i rinforzi di Carranza erano stati autorizzati ad attraversare il territorio statunitense per rafforzare le difese della città. Di conseguenza, Villa credeva ancora che una rapida carica di cavalleria, condotta sotto la copertura dell'oscurità, fosse in grado di catturare la città in un colpo solo. I suoi ufficiali del personale credevano che la città sarebbe stata catturata entro cinque ore.
Il giorno seguente Villa iniziò il suo attacco con una raffica di artiglieria nel primo pomeriggio, che riuscì solo a far esplodere alcune delle mine di terra intorno alla città che erano state piazzate lì dai Carranzisti. Una volta che l'oscurità era calata fece alcune finte in vari punti per nascondere la direzione del suo attacco principale. Poco dopo mezzanotte, il 2 novembre, lanciò i suoi assalti frontali da est e sud di Agua Prieta.
Mentre la cavalleria Villista stava caricando verso le trincee, tuttavia, due proiettori illuminarono il campo di battaglia, rendendo i cavalieri un bersaglio facile per le mitragliatrici di Calles. Le trincee frontali erano presidiate da unità guidate da un altro futuro presidente del Messico, il colonnello Lázaro Cárdenas. I cavalieri di Villa furono decimati dal fuoco delle mitragliatrici e dalle mine antiuomo. I pochi che riuscirono ad avvicinarsi alle trincee incontrarono il filo spinato elettrificato. La carica crollò e l'attacco si risolse in un fallimento.
Villa voleva continuare con le cariche di cavalleria il giorno seguente, ma le sue truppe erano pronte all'ammutinamento. Stava anche esaurendo le scorte e le munizioni. Di conseguenza, Villa si ritirò e arrivò a Naco il 4 novembre. Anche se lì, ai suoi uomini furono dati riposo e provviste, oltre 1 500 abbandonarono il suo esercito.

## Conseguenze
Mentre era a Naco, Villa chiese che diverse centinaia di suoi feriti fossero trasportati per ferrovia attraverso gli Stati Uniti a Juárez, nel Chihuahua, poiché a Carranza era stato permesso di trasportare truppe e rifornimenti; tale richiesta è stata respinta. Dopo aver riposato le sue truppe a Naco, Villa raccolse il resto delle sue forze e attaccò la città di Hermosillo, Sonora, il 21 novembre 1915. Per cercare di ripristinare il morale delle sue truppe, promise loro che dopo che avrebbero preso la città, avrebbero potuto fare quello che volevano con la città e i suoi abitanti. Questo in realtà finì per far fallire l'attacco, poiché i suoi uomini si rivolgevano quasi immediatamente al saccheggio e allo stupro piuttosto che ai combattimenti, il che consentì alle forze di difesa di riorganizzarsi e cacciare i Villisti.
Mentre la maggior parte delle fonti afferma che i proiettori che illuminavano il campo di battaglia delle mitragliatrici di Calles erano sul lato messicano del confine, Villa credeva fortemente che fossero sul lato statunitense. Insieme al fatto che Wilson aveva permesso a Carranza di trasportare truppe in tutto l'Arizona, ciò portò a un completo cambiamento nell'atteggiamento di Villa nei confronti degli Stati Uniti. In precedenza, nonostante fosse coinvolto in un occasionale raid di frontiera per rifornimenti, Villa si considerava un amico degli americani; ora voleva vendetta per quello che considerava il loro tradimento.
Di conseguenza, nel marzo del 1916 Villa guidò i resti della sua División del Norte in un raid nella città statunitense di Columbus nel Nuovo Messico. Alcune fonti attribuiscono il raid all'appoggio statunitense a Carranza, mentre altri indicano che alcuni residenti di Columbus avevano ingannato Villa per soldi che aveva pagato per armamenti.  Ciò a sua volta portò alla fallita spedizione punitiva, guidata dal generale John Pershing il cui scopo era catturare Villa o ucciderlo.